# تب عيسى شرقية وغربية
تب عيسى شرقية وغربية قرية سورية تتبع ناحية مركز إدلب في منطقة مركز إدلب في محافظة إدلب. بلغ عدد سكانها 810 نسمة في عام 2004 حسب إحصاء المكتب المركزي للإحصاء.